# Арапівка
Ара́півка — село в Україні, у Троїцькій селищній громаді Сватівського району Луганської області. Населення становить 485 осіб. Орган місцевого самоврядування — Арапівська сільська рада.
Розташоване за 37 км від районного центру та 22 км залізничної станції Кислівка Донецької залізниці гілки Дебальцеве — Куп'янськ.
На 01.01.2011 року налічується 156 дворів з населенням 384 чоловіка. Сільські раді об'єднує села Кошелівка, Арапівка, Бараничеве.

## Історія
Перші згадки про село датовані 1843 роком.
Перші поселенці вибрали місцевість за велику кількість джерел. З них бере початок річка Дуванка. Її назва походить від татарського «дуван», що означає «ділити, розділ» За версією істориків — в часи «Золотої Орди» татари ділили полонених та здобич, пізніше здобич «дуванили» запорозькі козаки).
Крім того, у поміщика Клепацького був бурякоцукровий завод, який давав продукцію на 7000 рублів сріблом[джерело?].
За даними на 1864 рік у власницькій слободі Арапівка (Арабівка) Куп'янського повіту Харківської губернії мешкало 249 осіб (126 чоловічої статі та 123 — жіночої), налічувалось 24 дворових господарства, існували православна церква та винокурний завод, відбувались 4 щорічних ярмарки.
Станом на 1885 рік у колишній державній слободі Покровської волості мешкало 333 особи, налічувалось 48 дворових господарств, існували православна церква та школа.
За переписом 1897 року кількість мешканців зросла до 5144 осіб (2550 чоловічої статі та 2594 — жіночої), з яких 5016 — православної віри.
Село постраждало внаслідок геноциду українського народу, вчиненого урядом СССР у 1932—1933 роках, кількість встановлених жертв — 32 людей.

## Населення

### Мова
Розподіл населення за рідною мовою за даними перепису 2001 року:
| Мова            | Кількість | Відсоток |
| --------------- | --------- | -------- |
| українська      | 421       | 86.80%   |
| російська       | 44        | 9.07%    |
| білоруська      | 3         | 0.62%    |
| німецька        | 2         | 0.41%    |
| інші/не вказали | 15        | 3.10%    |
| Усього          | 485       | 100%     |

## Також
- Перелік населених пунктів, що постраждали від Голодомору 1932-1933, Луганська область